# Гуэрриторе, Моника
Моника Гуэрриторе (итал. Monica Guerritore, род. 25 января 1957) — итальянская актриса. Впервые на киноэкранах она появилась в тринадцатилетнем возрасте в мелодраме Витторио де Сики «Короткий отпуск». Через три года Гуэрриторе дебютировала на театральной сцене в постановке Джорджо Стрелера «Вишнёвый сад».

## Биография
В начале 1980-х актриса познакомилась со своим будущем супругом, режиссёром Габриеле Лавиа, который задействовал её во многих своих постановках, где она играла серьёзные персонажи, такие как леди Макбет, Иокаста и Офелия. Он также снимал супругу и в своих кинофильмах, многие из которых имели и эротические сцены — «Скандальная Джильда» (1985), «Чувства» (1986) и «Волчица» (1996), которая принесла актрисе номинацию на премию «Давид ди Донателло». Помимо этого Гуэрриторе сыграла ещё в трех десятках кинокартин, среди которых «Дамы и господа, спокойной ночи!» (1976), «Спешащий человек» (1977), «Идеальный день» (2008), «Красивые люди» (2009) и «Давайте забудем об этом» (2012).
В 2001 году брак Гуэрриторе распался, а в 2010 году она вышла замуж за политика Роберто Заккария.